# Matveï Blanter
Pour les articles homonymes, voir Blanter.
Matveï Isaakovitch Blanter (en russe : Матвей Исаакович Блантер), né à Potchep (aujourd'hui dans l'oblast de Briansk) le 10 février [v.s. 28 janvier] 1903 et décédé à Moscou le 27 septembre 1990, est un compositeur soviétique, membre de l'Union des compositeurs soviétiques.

## Biographie
Né dans une famille de pauvres artisans juifs, Blanter devint l'un des plus importants compositeurs de musique populaire et de musique de film de l'Union soviétique. En 1936, avec Mikhaïl Golodny (paroles) il compose la très populaire Pesnia o Chtchorse [Chanson sur Chtchors], glorifiant le commandant de l'Armée rouge Nikolaï Chtchors,.
Il fut un compositeur actif jusqu'en 1975, composant plus de deux mille chansons. Il compose notamment en 1938 la musique de Katioucha, qui connaît un immense succès et, en 1943, Dans la forêt près du front (В лесу прифронтовом), un autre classique connu en France pour avoir été repris par Serge Gainsbourg dans la chanson Zéro pointé vers l'infini qu'il a écrite pour le premier album de sa fille Charlotte.
Nommé Artiste du peuple de l'Union soviétique en 1975, il fut récompensé par le titre de Héros du travail socialiste en 1983. La même année, il devient membre du Comité antisioniste du public soviétique (AKSO).
Il est inhumé au cimetière de Novodevitchi à Moscou.

## Œuvres

### Chansons
Certaines de ses chansons les plus connues incluent :
- Chanson de Chtchors (Песня о Щорсе), 1936 ;
- Katioucha (Катюша), 1938 ;
- Au-revoir nos villages (До свиданья, города и хаты)), 1941 ;
- La ville de Rostov (Ростов-город), 1941 ;
- Ma bien-aimée (Моя любимая), 1942 ;
- Dans la forêt près du front (Dans la forêt près du front), 1942 ;
- Le feu de camp (Огонёк), 1943 ;
- Sous les étoiles des Balkans (Под звёздами балканскими), 1944 ;
- Les ennemis ont brûlé la chaumière natale (Враги сожгли родную хату), 1945 ;
- Dans le jardin de la ville (В городском саду), 1947 ;
- Le Soleil s'est caché derrière la montagne (Солнце скрылось за горою), 1948 ;
- Les oiseaux migrateurs (Летят перелётные птицы), 1949 ;
- Une fille cosaque aux yeux noirs[6] (Черноглазая казачка), 1966...

### Musique de films
- 1951 : Sportivnaya chest de Vladimir Petrov
- 1954 : Ob etom zabyvat nelzya de Leonid Loukov

## Décorations
- prix Staline : 1946 - pour les chansons Sous les étoiles des Balkans, Sur le chemin long, Ma Bien-Aimée, Dans la forêt près du front
- ordre de l'Insigne d'Honneur : 1967
- ordre de Lénine : 1973, 1983